# Maertens
Maertens is een Nederlandstalige familienaam die vooral in Vlaanderen, en specifieker in West-Vlaanderen, door heel wat mensen gedragen wordt. Het is een patroniem uit de voornaam Maarten, wat de Nederlandstalige variant is op de naam Martinus. In België waren er in 2008 zo'n 3663 mensen met de naam Maertens, in Nederland waren er in het jaar 2007 zo'n 165 mensen met deze naam. Er zijn heel wat andere, grotere, familienamen die afgeleid zijn uit het patroniem Maarten, zoals Mertens en Martens.

## Bekende naamdragers
- Albert Maertens (1915-2015), Belgisch liberaal denker
- Alfons Maertens (1890-1941), Belgisch priester, historicus en stoetenregisseur
- Arthur Maertens (1892-1962), Belgisch wielrenner
- Bert Maertens (1981), Belgisch Vlaamsgezind politicus
- Birger Maertens (1980), Belgisch voetballer
- Bob Maertens (1930-2003), Belgisch voetballer
- Freddy Maertens (1952), Belgisch wielrenner
- Guido Maertens (1929-2002), Belgisch priester en hoogleraar
- Hans Maertens (1962), Belgisch bestuurder, journalist en (hoofd)redacteur
- Jean Maertens (1803-1857), Belgisch volksvertegenwoordiger
- Léopold Maertens (1816-1898), Belgisch volksvertegenwoordiger
- Leopold Maertens (1916-2004), Belgisch dirigent
- Louis Maertens (1781-1872), Belgisch senator
- Mathieu Maertens (1995), Belgisch voetballer
- Michiel Maertens (1938-2008), Belgisch politicus